# Château de Thuriès
Le château de Thuriès est un ancien château, situé dans la commune de Pampelonne en France et inscrit aux monuments historiques depuis le 30 août 1927.

## Historique

### Situation
Les ruines sont situées sur un pic dominant un méandre du Viaur, rivière qui sépare les départements du Tarn et de l'Aveyron. Le site est facile à fortifier, un côté très à pic étant impossible à gravir.
La construction date du XIIIe siècle à un point stratégique : près de la route conduisant de Toulouse à Rodez et Lyon. Cet intérêt stratégique augmente encore lors de la guerre de cent ans, lorsque l'Albigeois appartient à la couronne de France et le Rouergue à celle d'Angleterre.

### Construction
La plus ancienne trace écrite du château est de 1275, possession de Sicard Alaman. Ce personnage puissant du comté de Toulouse était homme de confiance du comte Raymond VII (IX), puis régent jusqu'à la majorité de sa fille Jeanne de Toulouse.
Le sénéchal de Toulouse vient  en 1290 acheter la forteresse pour le compte du roi de France aux Alaman. Il ordonne de créer une bastide qu'il fit nommer Pampelonne en souvenir de la ville espagnole Pampelune qu'il avait gouverné.
Durant la guerre de cent ans, le routier connu sous le nom de « batard de Mauléon », à la solde des Anglais, prend par la ruse et occupe le château pendant 5 ans entre 1380 et 1385. Il l'utilise comme base arrière pour organiser des raids rémunérateurs. Il rend le château contre rançon.
Dans les années qui suivent, il n'est fait mention que d'un château en mauvais état. Sa ruine est définitive lorsque Richelieu ordonne son démantèlement[réf. souhaitée].

## Description
De la forteresse imprenable, il ne reste que des caves voûtées et une tour demi-cylindrique à éperon. Cette tour était probablement le donjon. Ses étages n'étaient pas voûtés.